# Калушин (гміна)
Гміна Калушин (пол. Gmina Kałuszyn) — місько-сільська гміна у центральній Польщі. Належить до Мінського повіту Мазовецького воєводства.
Станом на 31 грудня 2011 у гміні проживало 5984 особи.

## Площа
Згідно з даними за 2007 рік площа гміни становила 94.52 км², у тому числі:
- орні землі: 69.00%
- ліси: 23.00%

Таким чином, площа гміни становить 8.12% площі повіту.

## Населення
Станом на 31 грудня 2011:
| Опис     | Загалом | Загалом | Чоловіки | Чоловіки | Жінки | Жінки |
| -------- | ------- | ------- | -------- | -------- | ----- | ----- |
| одиниця  | осіб    | %       | осіб     | %        | осіб  | %     |
| все      | 5984    | 100     | 3018     | 50.43    | 2966  | 49.57 |
| міське   | 2937    | 100     | 1467     | 49.95    | 1470  | 50.05 |
| сільське | 3047    | 100     | 1551     | 50.90    | 1496  | 49.10 |

## Сусідні гміни
Гміна Калушин межує з такими гмінами: Вежбно, Ґрембкув, Добре, Котунь, Мрози, Цеґлув, Якубув.